# Skajwany
Skajwany (lit. Skaivonys) − wieś na Litwie, w okręgu wileńskim, w rejonie solecznickim, w gminie Dziewieniszki, 8 km na północny wschód od Dziewieniszek, zamieszkana przez 17 ludzi.

## Historia
W czasach zaborów wieś w okręgu wiejskim Dowlany, w gminie Dziewieniszki, w powiecie oszmiańskim, w guberni wileńskiej Imperium Rosyjskiego. W 1866 liczyła 72 mieszkańców w 8 domach, należała do dóbr Giełoże, własność Umiastowskich. Pod koniec XIX wieku zamieszkiwały tu 132 osoby.
W latach 1921–1945 wieś leżała w Polsce, w województwie wileńskim, w powiecie oszmiańskim, w gminie Dziewieniszki.
W 1931 w 24 domach zamieszkiwało 127 osób.
Wierni należeli do parafii rzymskokatolickiej w Narwiliszkach. Miejscowość podlegała pod Sąd Grodzki w Holszanach i Okręgowy w Wilnie; właściwy urząd pocztowy mieścił się w Dziewieniszkach.